# Червонец щавелевый
Червонец щавелевый или многоглазка щавелевая (лат. Lycaena hippothoe) — дневная бабочка из семейства голубянок.

## Происхождение латинского названия
Гиппотоя (греческая мифология) — дочь Местора, возлюбленная Посейдона.

## Описание
Длина переднего крыла 14 — 17 мм. Размах крыльев до 30 мм. Крылья самцов на верхней стороне оранжево-красные с синеватым отливом, у самок — преобладают бурые тона. Наряду с типичной формой самок встречаются также самки без осветленных пятен на верхней стороне крыльев — форма obscura.

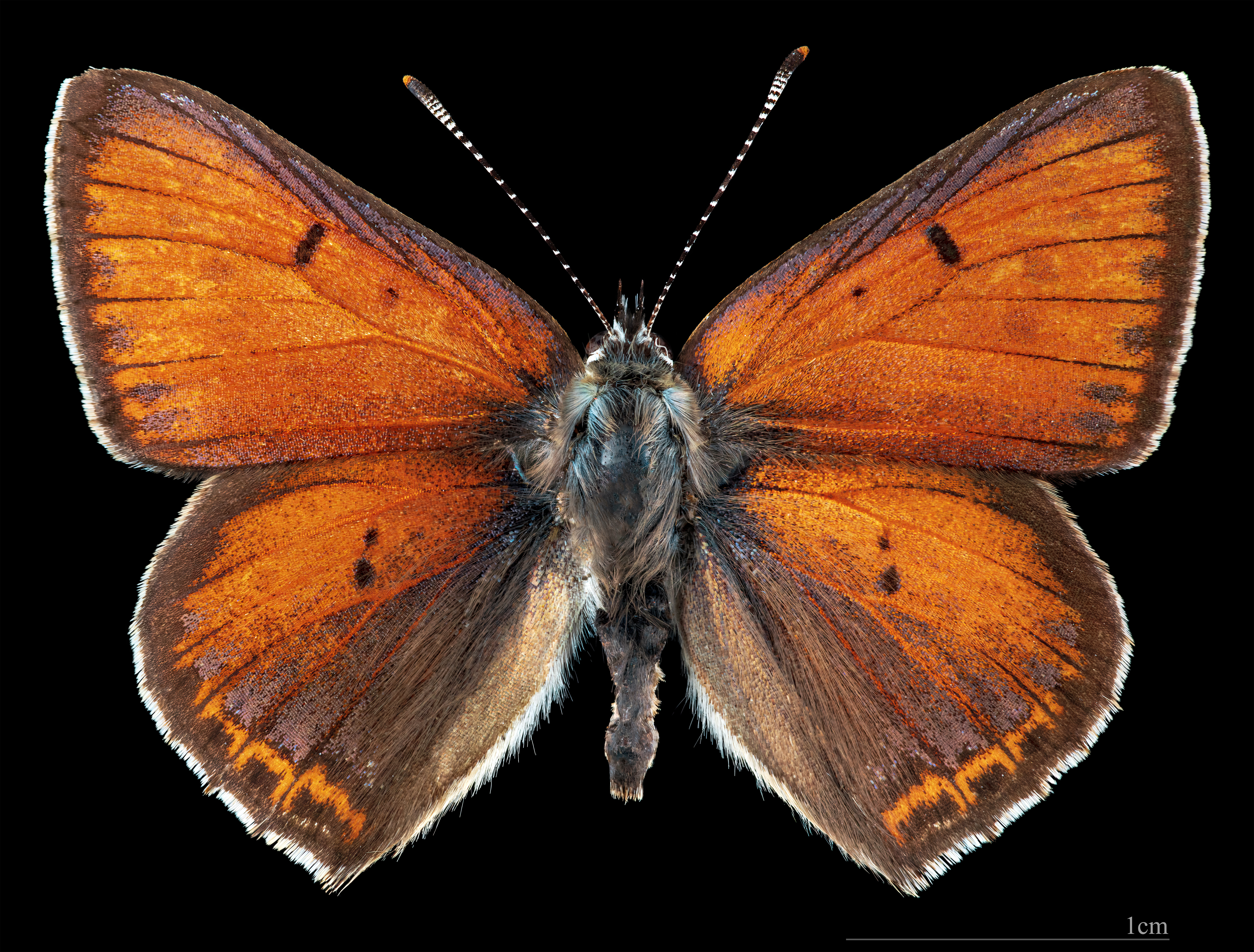
Lycaena hippothoe ♂
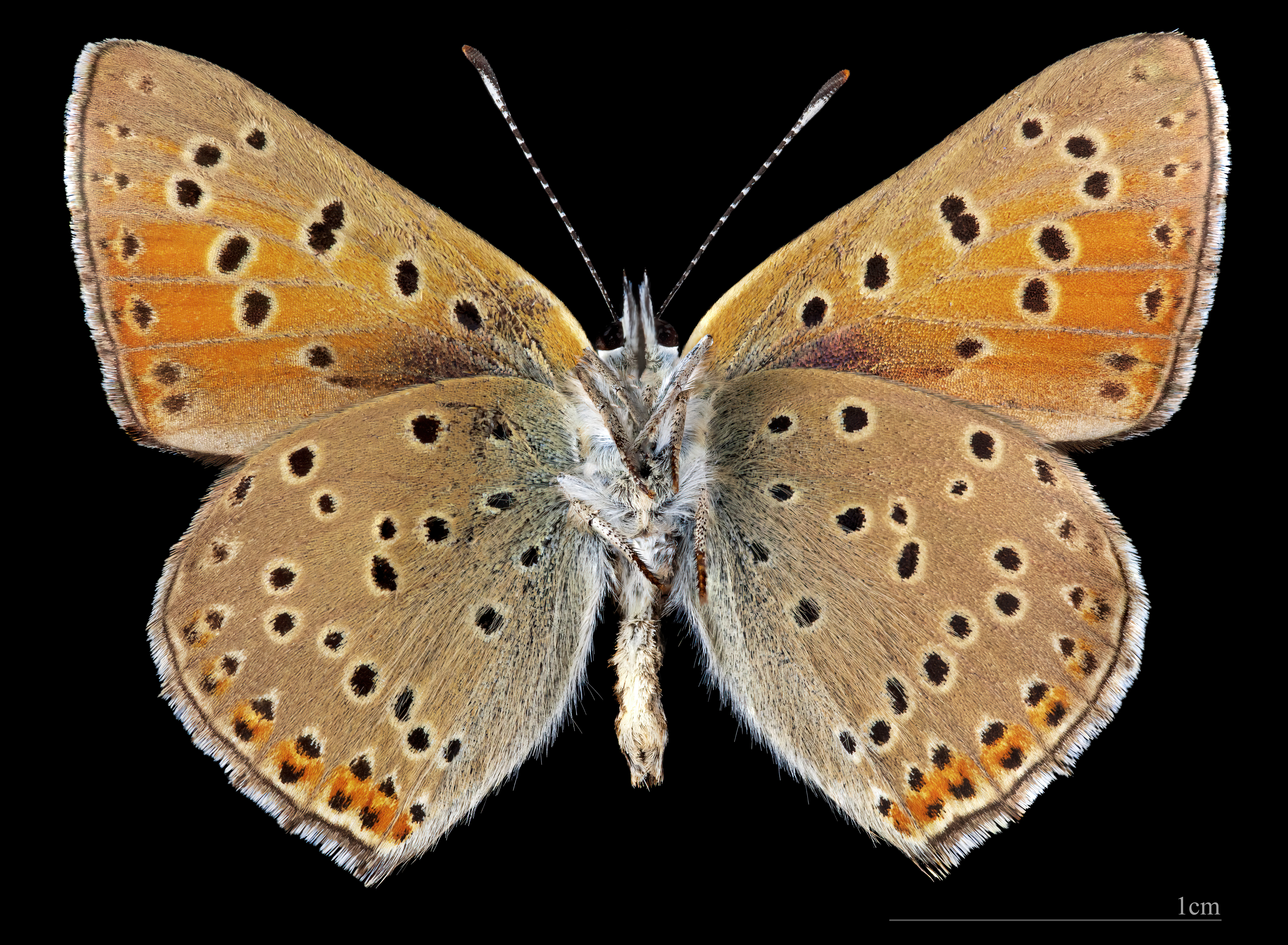
Lycaena hippothoe ♂   △
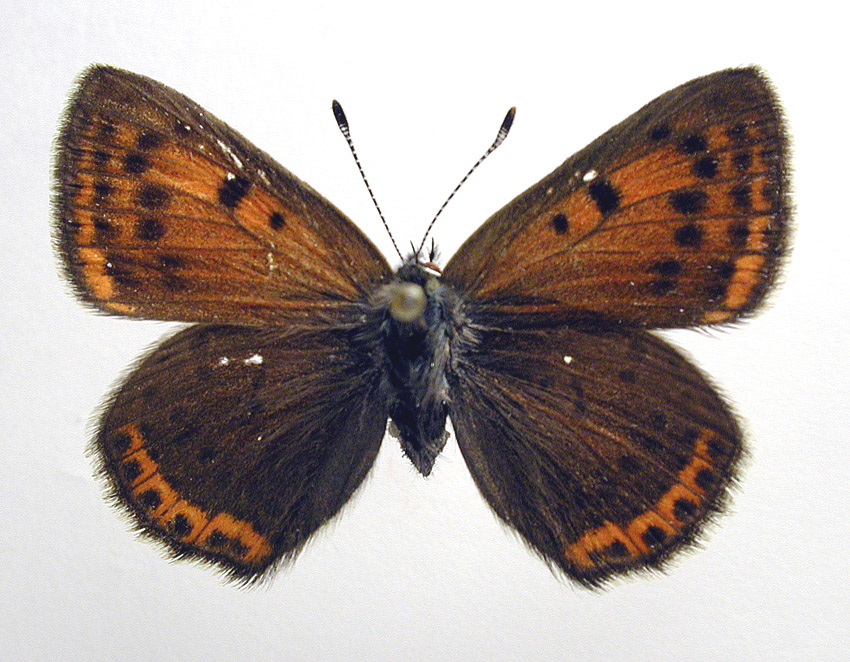
Самка
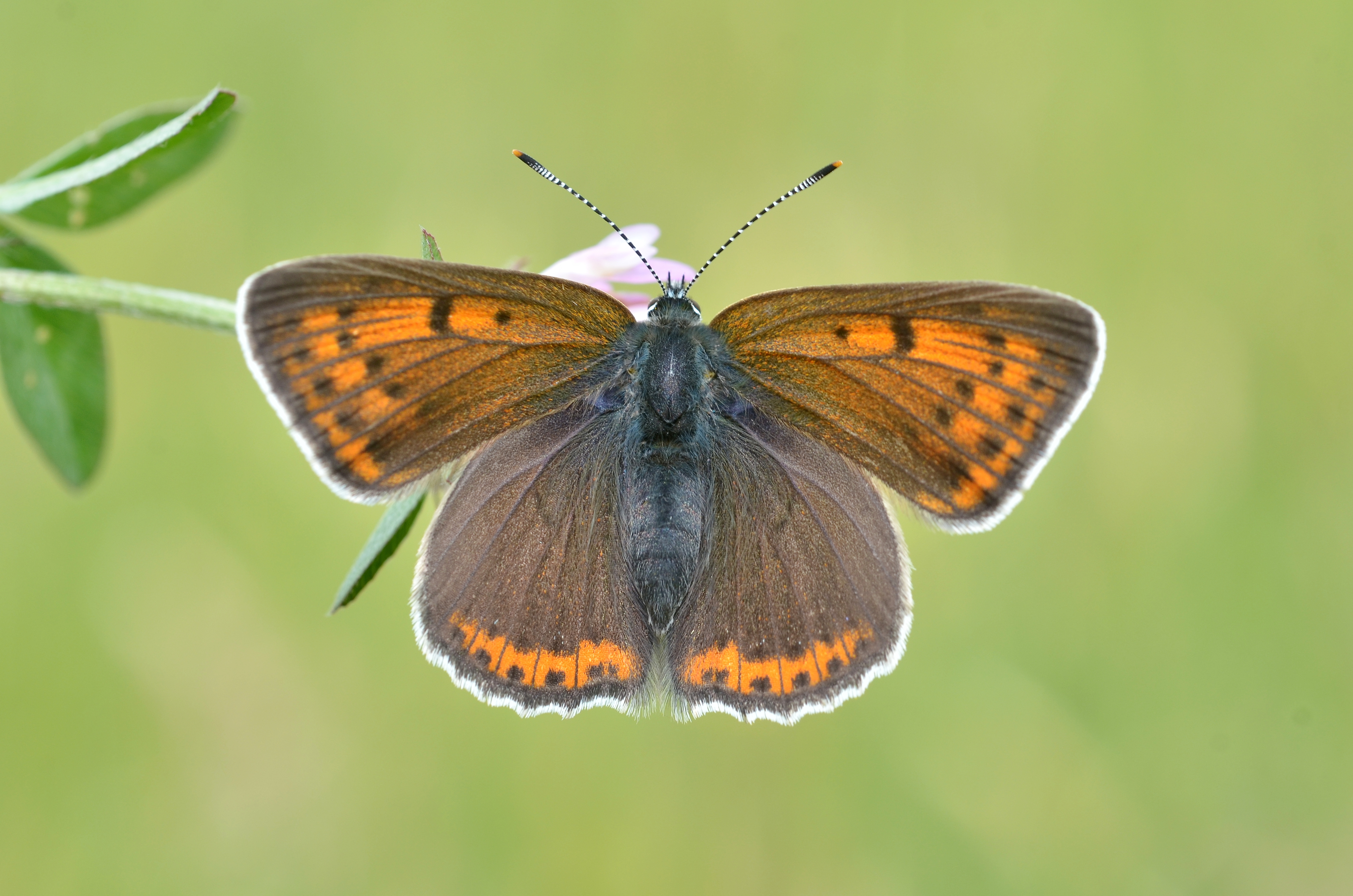
Самка

## Ареал и местообитание
Лесная зона и частично тундры Евразии от северной Испании до острова Сахалин на востоке.
В Восточной Европе обитает повсеместно в лесной и частично в лесостепной зоне. На Украине встречается очень локально в виду своей гигрофильности в лесной и частично в лесостепной зоне, в Карпатах. В юго-восточной части ареала в степной зоне к настоящему времени практически полностью вымер. На юге России локально встречается южнее Среднего Поволжья.
Населяет лесные опушки, заболоченные и сырые луга, поляны, берега рек. Локальный вид, но в местах обитания порой встречается в большом количестве. За полярным кругом населяет луговые участки в лесотундре.

## Биология

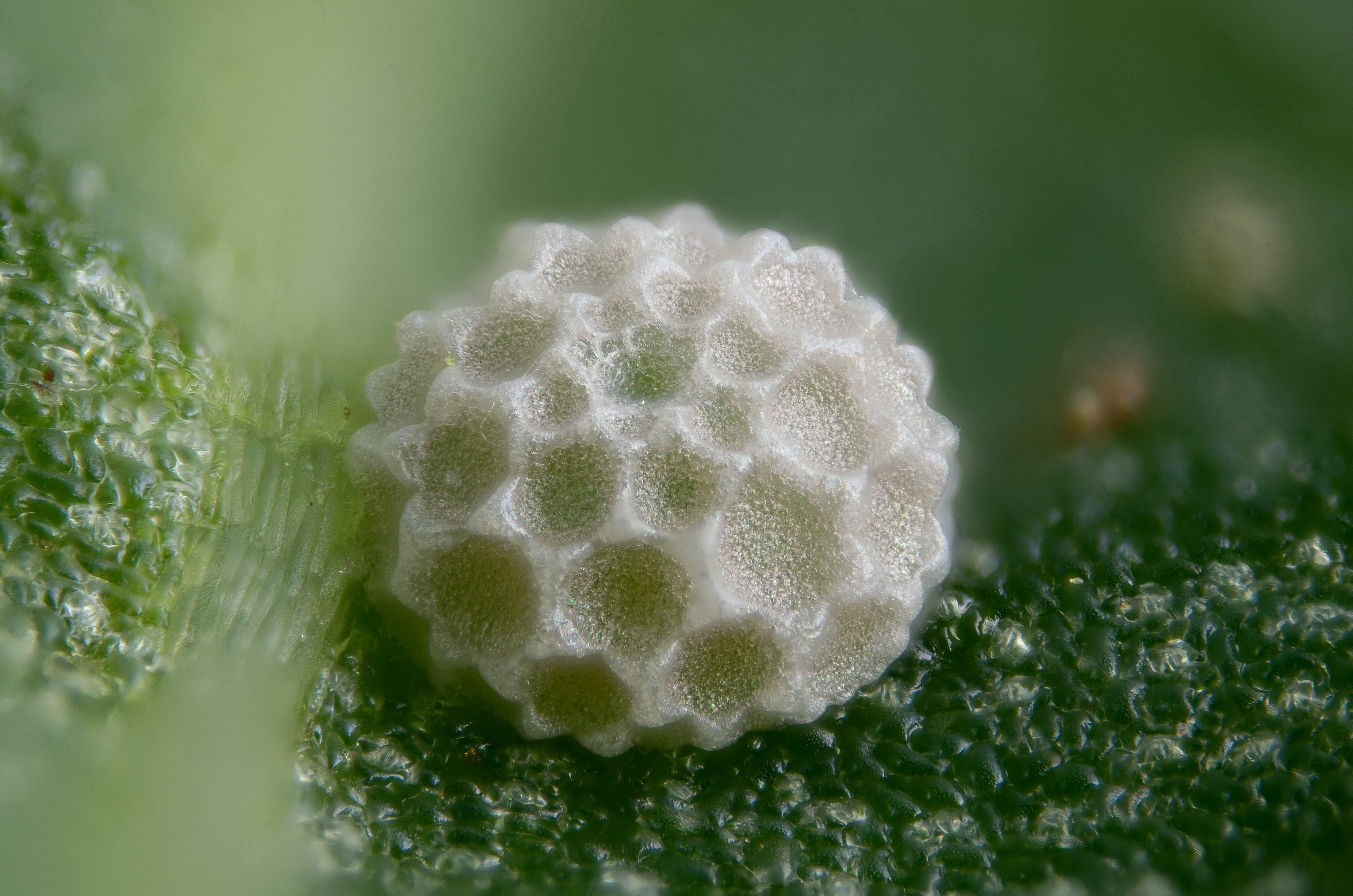
Яйцо

За год развиваются в одном поколении. Время лёта бабочек с конца мая — начала июня по июль (отдельные особи попадаются до середины августа). Самки откладывают яйца поштучно по июль (отдельные экземпляры попадаются до середины августа). Самка откладывает по 1 яйцу у основания кормового растения. Гусеницы развиваются с осени по май, зимуя после первой линьки. Кормовые растения гусениц: змеевик большой, спорыш, щавель кислый, щавель малый, щавель прибрежный, щавель. Окукливаются на земле.

## Охрана
Отнесен к категории видов с сокращающимся ареалом и численностью в некоторых странах Европы, например, в Польше. Состояние популяций на территории Беларуси и на большей части России в настоящее время достаточно стабильно. Вид включен в Красную книгу Московской области (1998).